# Lorraine Downes
Lorraine Elizabeth Downes (sinh ngày 12 tháng 6 năm 1964 tại Auckland, New Zealand) là một người mẫu và hoa hậu của New Zealand. Bà từng là Hoa hậu Hoàn vũ 1983.
Sau khi giành danh hiệu Hoa hậu New Zealand, Downes đến thành phố St. Louis, Missouri, Mỹ để tham dự cuộc thi Hoa hậu Hoàn vũ 1983 được tổ chức tại đây. Bà đã xuất sắc vượt qua nhiều thí sinh khác và đăng quang, trở thành người phụ nữ New Zealand đầu tiên nắm giữ một danh hiệu sắc đẹp quốc tế trong lịch sử.
Năm 1985, Downes lấy Murray Mexted, một cầu thủ bóng rugby người New Zealand. Hai người đã có hai con với nhau trước khi ly hôn vào năm 1997. Hiện bà đang có quan hệ với Martin Crowe, một cựu cầu thủ cricket.
Năm 2006, bà cùng bạn nhảy Aaron Gilmore đã đoạt giải cuộc thi Dancing with the Stars, phiên bản của New Zealand.